# 倪文德
倪文德，福建闽侯人，清末与民国时期医生、政治人物。

## 生平
倪文德是北洋医学堂第四届毕业生。（1894年左右毕业）之后赴美国留学，就读于艾奥瓦州卫斯理大学（Iowa Wesleyan University）。毕业后回国，任教于山西大学堂西学专斋，讲授生理学和博物学。保升三品直隶候补知府。
1908年左右成为徐世昌的幕僚，前往东北，出任奉天卫生局会办。
1917年至1919年左右，出任江苏省崇明县知事。
徐世昌成为中华民国大总统之后，担任总统府秘书。

另有兼任邮传部铁路局总翻译、青岛电政局总办、政事堂机要局参事、佥事上任事、海军部咨议等职务。

在其担任徐世昌幕僚期间，有时也兼职徐世昌的私人医生。

## 荣誉
1909年，日本天皇授予五等宝星。
1915年，中华民国大总统授予少大夫。
1916年，中华民国大总统授予四等嘉禾章。
1920年，中华民国大总统授予二等大绶嘉禾章。
1922年，中华民国大总统授予一等文虎章。